# Svarthättad tinamo
Svarthättad tinamo (Crypturellus atrocapillus) är en fågel i familjen tinamoer inom ordningen tinamofåglar.

## Utseende
Svarthättad tinamo är en rätt liten (28–31 cm), brunfärgad tinamo. Fjäderdräkten är rostbrun med svartaktig hjässa och mörka, bandade vingtäckare, ibland även med beigefärgade fläckar. Honan är kraftigare bandad än hanen.

## Utbredning och systematik
Svarthättad tinamo delas in i två underarter med följande utbredning:
- Crypturellus atrocapillus atrocapillus – förekommer i låglandet i sydöstra Peru
- Crypturellus atrocapillus garleppi – förekommer i låglandet i norra Bolivia

## Status och hot
Arten har ett stort utbredningsområde och en stor population, men tros minska i antal till följd av habitatförlust och jakt, dock inte tillräckligt kraftigt för att den ska betraktas som hotad. Internationella naturvårdsunionen IUCN listar därför arten som livskraftig (LC). Beståndet uppskattas bestå av 80 000–300 000 vuxna individer.